# Amata fervida
Amata fervida är en fjärilsart som beskrevs av Walker 1854. Amata fervida ingår i släktet Amata och familjen björnspinnare. Inga underarter finns listade i Catalogue of Life.